# Ydby Station
Ydby Station er en dansk jernbanestation i landsbyen Ydby i Thy i Nordjylland.